# Krokava
Krokava es un municipio del distrito de Rimavská Sobota en la región de Banská Bystrica, Eslovaquia, con una población estimada a final del año 2024 de 18 habitantes.
Se encuentra ubicado al este de la región, en la cuenca hidrográfica del río Sajó —un afluente derecho del río Tisza— y cerca de la frontera con la región de Košice y con Hungría.

## Demografía
| Año        | 1994 | 2004    | 2014     | 2024     |
| ---------- | ---- | ------- | -------- | -------- |
| Población  | 35   | 34      | 29       | 18       |
| Diferencia |      | −2,85 % | −14,70 % | −37,93 % |

| Año        | 2023 | 2024 |
| ---------- | ---- | ---- |
| Población  | 18   | 18   |
| Diferencia |      | +0 % |